# الفوسفاجين
الفوسفاجين (بالإنجليزية: Phosphagens) أو مركبات الماكرورجيك، عبارة عن مركبات تخزين عالية الطاقة، تُعرف أيضًا باسم مركبات الفوسفات عالية الطاقة، توجد بشكل أساسي في الأنسجة العضلية الحيوانية.
تحافظ هذه المركبات على مخزون طاقة عالي يستخدم عند الحاجة لتزويد الأنسجة بالطاقة والتي لا يمكن توفيرها مباشرة بواسطة تحلل الجلوكوز أو الفسفرة التأكسدية. يوفر الفوسفاجين طاقة فورية ولكن محدودة. اكتشفت مادة الفوسفاجين من قبل فيليب إجلتون وزوجته جريس إجلتون.
الجزيء الحيوي الفعلي المستخدم كفسفاجين يختلف حسب الكائن الحي. حيث تستخدم غالبية الحيوانات الأرجنين كفوسفاجين. لكن شعبة الحبليات (أي الحيوانات ذات الحبال الشوكية) تستخدم الكرياتين. يتكون فوسفات الكرياتين، أو الفوسفوكرياتين، من أدينوسين ثلاثي الفوسفات مع إنزيم كيناز الكرياتين في تفاعل قابل للعكس:
- الكرياتين + أدينوسين ثلاثي الفوسفات  فوسفات الكرياتين + أدينوسين ثنائي الفوسفات (هذا التفاعل يعتمد على المغنيسيوم ++)

وكذلك الحلقيات (الديدان المقسمة) تستخدم مجموعة من الفوسفاجين الفريد؛ على سبيل المثال، تستخدم ديدان الأرض مركب اللومبريسين.